# Hanabi-chan wa Okuregachi
Hanabi-chan wa Okuregachi (ハナビちゃんは遅れがち?  lit. Hanabi-chan suele llegar tarde) es una serie de manga de comedia japonesa escrita por Ranpu Shirogane e ilustrada por Mamimu. Se ha serializado en línea a través del sitio web Comiplex de Hero's Inc. desde noviembre de 2019 y se ha recopilado en cuatro volúmenes tankōbon hasta el momento. Una adaptación al anime producida por el estudio Gaina se emitió del 10 de julio al 25 de septiembre de 2022.

## Personajes
Hanabi Hana Ariake (有明ハナビ花 Ariake Hanabi Hana?)
 Seiyū: Azumi Waki
Versus Sen Takanawa (高輪バーサス戦 Takanawa Bāsasu Sen?)
 Seiyū: Sumire Uesaka
Thunder Kaminari Nihonbashi (日本橋サンダー雷 Nihonbashi Sandā Kaminari?)
 Seiyū: Mao Ichimichi

## Media

### Manga
Hanabi-chan wa Okuregachi está escrito por Ranpu Shirogane e ilustrado por Mamimu. Comenzó a serializarse en el sitio web de manga en línea Comiplex de Hero's Inc. el 21 de noviembre de 2019. El primer volumen tankōbon se lanzó el 29 de febrero de 2020, y hasta el momento se han publicado cuatro volúmenes.
| Volúmenes de manga publicados | Volúmenes de manga publicados | Volúmenes de manga publicados |
| Número                        | Fecha de publicación          | ISBN                          |
| ----------------------------- | ----------------------------- | ----------------------------- |
| 1                             | 29 de febrero de 2020         | ISBN 9784864686969            |
| 2                             | 26 de junio de 2020           | ISBN 9784864687522            |
| 3                             | 28 de abril de 2021           | ISBN 9784864687997            |
| 4                             | 29 de octubre de 2021         | ISBN 9784864688291            |

### Anime
Se anunció una adaptación al anime el 7 de agosto de 2021. La serie está animada por el estudio Gaina y dirigida por Hiromitsu Kanazawa, con diseños de personajes manejados por Asami Sodeyama. Se estrenará en 2022.